# Zandvoort (Gelderland)
Zandvoort is een buurtschap in de Nederlandse gemeente Lingewaard. Het ligt langs de gelijknamige weg, een zijstraat van de weg tussen Bemmel en Gendt, tussen Kommerdijk en Flieren.
De traditionele bronnen van inkomsten zijn tuinbouw en meer recent glastuinbouw.
Dorpen: Angeren · Bemmel · Doornenburg ·  Gendt · Haalderen · Huissen · Ressen

Buurtschappen: Baal · Bergerden · Boerenhoek · Doornik · Flieren · Hoeve · Honderdmorgen · Hulhuizen · Kapel · Klein Baal · Kommerdijk · Looveer · De Pas (Bemmel) · De Pas (Doornenburg) · Sterreschans · Vossenpels (deels) · Het Zand · Zandheuvel · Zandvoort